# Філіп Бестер
Філіп Бестер (англ. Philip Bester; нар. 6 жовтня 1988) — колишній канадський тенісист.
Найвищу одиночну позицію світового рейтингу — 225 місце досяг 27 липня 2015, парну — 140 місце — 3 жовтня 2016 року.
Завершив кар'єру 2017 року.

## Фінали Туру ATP Челленджер і ITF Ф'ючерс

### Одиночний розряд: 19 (9–10)
| Легенда                  |
| ------------------------ |
| Тур ATP Челленджер (0–1) |
| ITF Ф'ючерс (9–9)        |

| Результат | В-П  | Дата     | Турнір                        | Рівень     | Покриття   | Суперник              | Рахунок                  |
| --------- | ---- | -------- | ----------------------------- | ---------- | ---------- | --------------------- | ------------------------ |
| Перемога  | 1–0  | Тра 2009 | США F11, Тампа                | Ф'ючерс    | Ґрунт      | Гайдн Льюїс           | 6–2, 7–6(9–7)            |
| Поразка   | 1–1  | Чер 2010 | Франція F9, Тулон             | Ф'ючерс    | Ґрунт      | Огюстен Гансс         | 1–6, 4–6                 |
| Перемога  | 2–1  | Лип 2010 | Франція F12, Сен-Жерве-ле-Бен | Ф'ючерс    | Ґрунт      | Огюстен Гансс         | 6–2, 2–6, 6–2            |
| Поразка   | 2–2  | Вер 2010 | Іспанія F33, Мостолес         | Ф'ючерс    | Ґрунт      | Роберто Баутіста Аґут | 7–6(7–4), 4–6, 2–6       |
| Перемога  | 3–2  | Жов 2010 | США F28, Бірмінгем            | Ф'ючерс    | Ґрунт      | Джеймс Лемкі          | 0–6, 6–2, 6–0            |
| Перемога  | 4–2  | Лис 2010 | США F31, Амелія (острів)      | Ф'ючерс    | Ґрунт      | Адам Кельнер          | 7–6(7–2), 6–4            |
| Перемога  | 5–2  | Чер 2011 | США F14, Чико                 | Ф'ючерс    | Тверде     | Блейк Строуд          | 6–4, 6–2                 |
| Перемога  | 6–2  | Лип 2013 | Канада F3, Келоуна            | Ф'ючерс    | Тверде     | Брейден Шнур          | 6–7(9–11), 7–6(8–6), 6–3 |
| Поразка   | 6–3  | Сер 2013 | Канада F5, Калгарі            | Ф'ючерс    | Тверде     | Брейден Шнур          | 6–7(5–7), 6–3, 6–7(4–7)  |
| Поразка   | 6–4  | Вер 2013 | Канада F9, Маркем             | Ф'ючерс    | Тверде (i) | Філіп Пеліво          | Без гри                  |
| Поразка   | 6–5  | Вер 2014 | Канада F11, Маркем            | Ф'ючерс    | Тверде (i) | Фарріс Фатхі Ґосея    | 6–7(8–10), 6–3, 4–6      |
| Поразка   | 6–6  | Гру 2014 | Мексика F15, Мерида           | Ф'ючерс    | Тверде     | Денис Новіков         | 4–6, 4–6                 |
| Перемога  | 7–6  | Бер 2015 | Італія F2, Тренто             | Ф'ючерс    | Килим (i)  | Квентен Аліс          | 3–6, 7–5, 6–3            |
| Поразка   | 7–7  | Бер 2015 | Канада F1, Гатіно             | Ф'ючерс    | Тверде (i) | Тенніс Сендгрен       | 3–6, 6–7(7–9)            |
| Перемога  | 8–7  | Чер 2015 | Канада F3, Ричмонд            | Ф'ючерс    | Тверде     | Брейден Шнур          | 3–6, 6–4, 7–6(7–4)       |
| Поразка   | 8–8  | Лип 2015 | Гранбі, Канада                | Челленджер | Тверде     | Венсан Мійо           | 4–6, 4–6                 |
| Поразка   | 8–9  | Січ 2016 | США F1, Лос-Анджелес          | Ф'ючерс    | Тверде     | Стефан Козлов         | 6–7(7–9), 7–6(7–3), 3–6  |
| Перемога  | 9–9  | Лип 2016 | Канада F5, Саскатун           | Ф'ючерс    | Тверде     | Пітер Поланскі        | 6–4, 4–6, 6–4            |
| Поразка   | 9–10 | Кві 2017 | США F13, Літл-Рок             | Ф'ючерс    | Тверде     | Брейден Шнур          | 6–7(4–7), 1–6            |

## Титули Туру ATP Челленджер і ITF Ф'ючерс у парному розряді (20)
| Легенда                |
| ---------------------- |
| Тур ATP Челленджер (7) |
| ITF Ф'ючерс (13)       |

| Ранг | Дата     | Турнір                | Рівень     | Покриття   | Партнер          | Суперники                                  | Рахунок                    |
| ---- | -------- | --------------------- | ---------- | ---------- | ---------------- | ------------------------------------------ | -------------------------- |
| 1.   | Лис 2007 | Мексика F12, Масатлан | Ф'ючерс    | Тверде     | Гленн Вейнер     | Фернандо Кабрера Карлос Паленсія           | 6–3, 6–2                   |
| 2.   | Лип 2008 | Гранбі, Канада        | Челленджер | Тверде     | Пітер Поланскі   | Алберто Франсіс Ніколас Монро              | 2–6, 6–1, [10–5]           |
| 3.   | Кві 2009 | США F7, Мобіл         | Ф'ючерс    | Тверде     | Милош Раонич     | Лестер Кук Трет Х'юї                       | 6–3, 1–6, [10–5]           |
| 4.   | Жов 2009 | США F26, Мансфілд     | Ф'ючерс    | Тверде     | Жонатан Ейссерік | Бретт Джолсон Тодд Пол                     | 6–4, 6–7(3–7), [10–7]      |
| 5.   | Чер 2010 | Франція F9, Тулон     | Ф'ючерс    | Ґрунт      | Жонатан Ейссерік | Ашвін Кумар Рупеш Рой                      | 6–3, 6–4                   |
| 6.   | Лип 2010 | Франція F10, Монтобан | Ф'ючерс    | Ґрунт      | Жонатан Ейссерік | Жульєн Обрі Альбано Оліветті               | Без гри                    |
| 7.   | Вер 2010 | Іспанія F33, Мостолес | Ф'ючерс    | Тверде     | Каміл Пайковскі  | Оскар Буррієса Хав'єр Марті                | 7–6(7–5), 4–6, [13–11]     |
| 8.   | Жов 2010 | США F28, Бірмінгем    | Ф'ючерс    | Ґрунт      | Каміл Пайковскі  | Денніс Блемке Джеймс Лемкі                 | 6–7(4–7), 6–4, [10–5]      |
| 9.   | Лют 2011 | Берні, Австралія      | Челленджер | Тверде     | Пітер Поланскі   | Марінко Матосевич Рубін Хозе Стейтам       | 6–4, 3–6, [14–12]          |
| 10.  | Тра 2012 | США F13, Тампа        | Ф'ючерс    | Ґрунт      | Каміл Пайковскі  | Гайдн Льюїс Олів'є Сажу                    | 7–6(8–6), 6–1              |
| 11.  | Лип 2012 | Гранбі, Канада        | Челленджер | Тверде     | Вашек Поспішил   | Юїті Іто Такуто Нікі                       | 6–1, 6–2                   |
| 12.  | Лис 2014 | Італія F39, Пула      | Ф'ючерс    | Ґрунт      | Маттео Воланте   | Гастон-Артуро Грімоліцці Джорджо Порталурі | 6–2, 6–4                   |
| 13.  | Гру 2014 | Мексика F15, Мерида   | Ф'ючерс    | Тверде     | Ерік Квіґлі      | Дін О'Браєн Хуан Карлос Спір               | 4–6, 7–6(7–5), [12–10]     |
| 14.  | Бер 2015 | Драммонвіль, Канада   | Челленджер | Тверде (i) | Кріс Гуччоне     | Френк Данцевич Франк Мозер                 | 6–4, 7–6(8–6)              |
| 15.  | Лип 2015 | Канада F4, Келоуна    | Ф'ючерс    | Тверде     | Метт Сіберґер    | Гантер Ніколас Реймонд Сармієнто           | 7–6(8–6), 6–4              |
| 16.  | Лип 2015 | Гранбі, Канада        | Челленджер | Тверде     | Пітер Поланскі   | Енцо Куако Люк Савіль                      | 6–7(5–7), 7–6(7–2), [10–7] |
| 17.  | Лют 2016 | Куернавака, Мексика   | Челленджер | Тверде     | Пітер Поланскі   | Марсело Аревало Серхіо Гальдос             | 6–4, 3–6, [10–6]           |
| 18.  | Чер 2016 | Канада F3, Ричмонд    | Ф'ючерс    | Тверде     | Пітер Поланскі   | Фарріс Фатхі Госея Тім Копінскі            | 7–6(7–2), 6–2              |
| 19.  | Лип 2016 | Канада F5, Саскатун   | Ф'ючерс    | Тверде     | Пітер Поланскі   | Крістіан Лакоселяк Девід Волфсон           | 6–3, 6–2                   |
| 20.  | Вер 2016 | Кері, США             | Челленджер | Тверде     | Пітер Поланскі   | Стефан Козлов Остін Крайчек                | 6–2, 6–2                   |

## Юніорські фінали турнірів Великого шолома

### Юнаки, одиночний розряд: 1 (1 поразка)
| Результат | Рік  | Турнір                               | Покриття | Суперник      | Рахунок  |
| --------- | ---- | ------------------------------------ | -------- | ------------- | -------- |
| Поразка   | 2006 | Відкритий чемпіонат Франції з тенісу | Ґрунт    | Мартін Кліжан | 3–6, 1–6 |